# 元朗排水繞道
元朗排水繞道是香港新界西主要排水繞道之一，位於元朗區元朗新市鎮東南面。元朗排水繞道起源自山貝河僑興路一帶，沿朗河路流經大旗嶺、港頭新村、上攸田村、竹新村、楊屋村、博愛醫院、東成里、南生圍南，最後在長春新村一帶流入錦田河。